# Enna echarate
Enna echarate là một loài nhện trong họ Trechaleidae.
Loài này thuộc chi Enna. Enna echarate được E. L. C. Silva & A. A. Lise miêu tả năm 2009.